# Yuzu (groupe)
Pour les articles homonymes, voir Yuzu et Yuzu (émulateur).
 (août 2023).
Si vous disposez d'ouvrages ou d'articles de référence ou si vous connaissez des sites web de qualité traitant du thème abordé ici, merci de compléter l'article en donnant les références utiles à sa vérifiabilité et en les liant à la section « Notes et références ».
Yuzu (ゆず) est un duo de folk japonais, fondé le 25 octobre 1997. Yuzu est composé de 2 chanteurs, le leader, Yūjin Kitagawa (北川悠仁) et Kōji Iwasawa (岩沢厚治). Les 2 membres se sont rencontrés à l'école primaire, mais c'est seulement durant leurs années de collège à Yokohama (Préfecture de Kanagawa) qu'ils deviennent vraiment amis.
Ils tiennent leur nom du fruit japonais le yuzu, et cela aurait été décidé après avoir mangé un sorbet au Yuzu.
Ils commencent en tant que musiciens de rue à Isezagicho, une rue populaire de Yokohama, et font des performances toutes les semaines pendant 2 ans, mais décident d'arrêter lorsque la sécurisation devient difficile. Lors de leur dernière performance, ils attirent environ 7 000 personnes dans la rue malgré un typhon.
Le groupe interprète plusieurs génériques de fin de l'anime populaire Hunter x Hunter, Hyōri Ittai (表裏一体, Two sides of the same coin), Reason, et Nagareboshi Kirari (流れ星キラリ, Shooting star).

## Membres
- Yūjin Kitagawa[9]: leader, chant, guitare acoustique, guitare électrique, tambourine, mélodica, paroles, composition, etc...
- Kōji Iwasawa: sub-leader, guitare acoustique, harmonica, banjo, parole, composition, etc...

## Discographie[10]
La discographie de Yuzu est composée de dix-sept albums studio, quatre EP, 5 best of, 8 albums live, 44 singles et cinquante trois DVD musicaux. Elle compte environ 330 morceaux différents. Leur dix-septième album Sees est paru le 29 Juin 2022 et leur dernier single Subway est paru le 21 Juin 2023.

### Albums studio
- 1998 - Yuzuikka (ゆず一家)
- 1998 - Yuzuen (ゆずえん)
- 2000 - Tobira (トビラ)
- 2002 - Yuzumoa (ユズモア)
- 2003 - Sumire (すみれ)
- 2004 - 1 〜ONE〜
- 2006 - Ribbon (リボン)
- 2008 - Wonderful World
- 2009 - Furusato
- 2011 - 2-NI-
- 2013 - LAND
- 2014 - Shinsekai (新世界)
- 2015 - Towa
- 2018 - Big Yell
- 2020 - Yuzutown
- 2022 - People[14]
- 2022 - Sees[15]

### Mini-album
- 1997- Yuzu no moto (ゆずの素)
- 1998 - Yuzuman (ゆずマン)
- 2000 - Yuzuman no natsu (ゆずマンの夏)
- 2003 - Yuzu smile (ゆずスマイル)

### Best-of
- 2005 - Home [1997-2000]
- 2005 - Going [2001-2005]
- 2007 - Yuzunone (ゆずのね) 1997-2007
- 2012 - YUZU YOU [2006-2011]
- 2017 - YUZU 20th Anniversary ALL TIME BEST ALBUM Yuzu Iroha 1997-2017[16]